# Приморски Алпи
 За римската провинция вижте Приморски Алпи (римска провинция).  
Приморски Алпи (на френски: Alpes maritimes; на италиански: Alpi Marittime) се нарича най-южната част на Алпите, разположена между проходите Тенд и Ларш.
Заемат територия на 3 държави: Франция, Италия и Монако. Дали са името си на департамент във Франция (Алп Маритим) с главен град Ница.
На изток се свързват с Лигурските Алпи, после се извиват на север, където се срещат с Котските Алпи. На югозапад преминават в т. нар. Провансалски Алпи. Хребетът има форма на дъга. Най-висок връх е Арджентера (3297 м).

## Описание
По билото на Приморските Алпи минава границата между Франция и Италия. Общата дължина на веригата е 61 км. Този дял на планината включва три масива. На запад - Пела (3053 м), който се издига над реките Вар и Вердон, а после е ограничен от река Дюранс. На изток от него е хребетът Кот дю Льон - Муние (2916 м), който минава на изток от река Вар. На границата с Италия (отвъд долината на река Тине) остава най-внушителната част на Приморските Алпи - хребетът Меркантур-Арджентера, чиито склонове се спускат чак до Лигурско море в района на Ница. Тук се намира и масивният скален гигант Арджентера, изграден предимно от кристализирали магмени скали (гнайс). Склоновете му са стръмни и опасни, а от западната страна има 800-метрова отвесна стена.

## Природа
Районът е известен с възможностите за скално катерене, с красивите си езера (Пиастра, Чиота, Басто), дълбоки долини и стръмни склонове. Има богат растителен и животински свят и повече от 40 ендемични видове. Климатът е по-мек, отколкото може да се очаква за толкова високи планини, защото влиянието на Средиземно море е съвсем пряко.
Посещава се сравнително рядко от туристи, което е пощадило природата от унищожение. От италианската страна е създаден национален парк (1987), част от френската страна влиза в парка „Меркантур“ още от 1979 г. Открити са праисторически селища - едното от 2900, а другото е от 1700 г. пр. н. е.

## Върхове
Най-високи върхове:
- Арджентера - 3297 м
- Сим дьо Гела - 3135 м
- Мато - 3097 м
- Пела - 3053 м
- Клапиер - 3046 м